# Henri Callot
Eugène Henri Callot (20. prosince 1875, La Rochelle – 22. prosince 1956, Paříž) byl francouzský malíř a sportovní šermíř, specializující se na šerm fleretem, účastník Letních olympijských her 1896 v Athénách, kde získal stříbrnou olympijskou medaili.

## Životopis
Byl potomkem starého rodu z La Rochelle, jeho otec Ernest Callot (1840 – 1912) byl ředitelem pojišťovací společnosti a zakládajícím členem Mezinárodního olympijského výboru, pradědeček Pierre Simon Callot byl starostou La Rochelle 1830 – 1834. Starší Callotův bratr Maurice (1873 – 1910) byl námořním důstojníkem na ponorce, která zmizela v moři poblíž města Calais, mladší bratr Tony (1880 – 1925) byl ředitelem Národní námořní společnosti a stavebním inženýrem. V roce 1934 se oženil s Joséphinou Vincente. Po 1. světové válce byl oceněn jako rytíř Čestné legie.

## Olympijské hry 1896
V roce 1896 přijíždí na parníku Senegal do Athén, aby se účastnil šermířského klání na 1. olympiádě. Soutěž ve fleretu jednotlivců se uskutečnila 7. dubna v athénském Zappeionu. Osm účastníků bylo rozděleno do dvou skupin, kde se utkal každý s každým na tři vítězné zásahy. Callot porazil Řeka Ioannise Poulose 3:1, svého krajana Henri Delaborda 3:1 a dalšího Řeka Perikla Pierrakose-Mavromichalise 3:2. Beze ztráty utkání tak postoupil k boji o zlatou medaili, kde však podlehl svému krajanu Eugène-Henri Gravelottovi 1:3 a obdržel medaili stříbrnou.

## Výtvarná tvorba
Jako malíř byl Callot žákem Julesa Lefebvra a Roberta Fleuryho. Od roku 1898 byl členem Salónu francouzských umělců a na něm získal v roce 1920 zlatou medaili. V témže roce se vydal i na studijní cestu. Jeho obrazy představují především krajinu Bretaně, přístav, řeky a rybářské lodě.